# Mikhail Levashov (cầu thủ bóng đá)
Bản mẫu:Eastern Slavic name
Mikhail Alekseyevich Levashov (tiếng Nga: Михаил Алексеевич Левашов; sinh ngày 4 tháng 10 năm 1991) là một cầu thủ bóng đá người Nga thi đấu ở vị trí thủ môn cho F.K. Arsenal Tula.

## Sự nghiệp câu lạc bộ
Anh ra mắt chuyên nghiệp tại Giải bóng đá chuyên nghiệp quốc gia Nga cho F.K. Arsenal-2 Tula vào ngày 12 tháng 7 năm 2014 trong trận đấu với FC Avangard Kursk.
Anh ra mắt tại Giải bóng đá ngoại hạng Nga cho F.K. Arsenal Tula trong trận đấu với F.K. Tom Tomsk vào ngày 17 tháng 9 năm 2016.

## Thống kê sự nghiệp

### Câu lạc bộ
Tính đến 13 tháng 5 năm 2018
| Câu lạc bộ              | Mùa giải            | Giải vô địch                  | Giải vô địch | Giải vô địch | Cúp     | Cúp       | Châu lục | Châu lục  | Tổng cộng | Tổng cộng |
| Câu lạc bộ              | Mùa giải            | Hạng đấu                      | Số trận      | Bàn thắng    | Số trận | Bàn thắng | Số trận  | Bàn thắng | Số trận   | Bàn thắng |
| ----------------------- | ------------------- | ----------------------------- | ------------ | ------------ | ------- | --------- | -------- | --------- | --------- | --------- |
| Don Novomoskovsk        | 2008                | Amateur League                | –            | –            | –       | –         | –        | –         | –         | –         |
| Volga-d Nizhny Novgorod | 2009                | Amateur League                | –            | –            | –       | –         | –        | –         | –         | –         |
| Volga-d Nizhny Novgorod | 2010                | Amateur League                | –            | –            | –       | –         | –        | –         | –         | –         |
| Volga Nizhny Novgorod   | 2010                | FNL                           | 0            | 0            | 0       | 0         | –        | –         | 0         | 0         |
| Shakhtyor Peshelan      | 2011                | Nizhny Novgorod Oblast League | –            | –            | –       | –         | –        | –         | –         | –         |
| Shakhtyor Peshelan      | 2012                | Amateur League                | –            | –            | –       | –         | –        | –         | –         | –         |
| Arsenal-2 Tula          | 2012–13             | Amateur League                | –            | –            | –       | –         | –        | –         | –         | –         |
| Arsenal-2 Tula          | 2014                | Amateur League                | –            | –            | –       | –         | –        | –         | –         | –         |
| Arsenal-2 Tula          | 2014–15             | PFL                           | 20           | 0            | –       | –         | –        | –         | 20        | 0         |
| Arsenal-2 Tula          | 2015–16             | PFL                           | 9            | 0            | –       | –         | –        | –         | 9         | 0         |
| Arsenal-2 Tula          | Tổng cộng           | Tổng cộng                     | 29           | 0            | 0       | 0         | 0        | 0         | 29        | 0         |
| Arsenal Tula            | 2014–15             | Giải bóng đá ngoại hạng Nga   | 0            | 0            | 0       | 0         | –        | –         | 0         | 0         |
| Arsenal Tula            | 2016–17             | Giải bóng đá ngoại hạng Nga   | 12           | 0            | 1       | 0         | –        | –         | 13        | 0         |
| Arsenal Tula            | 2017–18             | Giải bóng đá ngoại hạng Nga   | 9            | 0            | 1       | 0         | –        | –         | 10        | 0         |
| Arsenal Tula            | Tổng cộng           | Tổng cộng                     | 21           | 0            | 2       | 0         | 0        | 0         | 23        | 0         |
| Tổng cộng sự nghiệp     | Tổng cộng sự nghiệp | Tổng cộng sự nghiệp           | 50           | 0            | 2       | 0         | 0        | 0         | 52        | 0         |